# Ophelimus hawaiiensis
Ophelimus hawaiiensis is een vliesvleugelig insect uit de familie Eulophidae. De wetenschappelijke naam is voor het eerst geldig gepubliceerd in 1901 door Ashmead.